# Charles Ayrout
Charles Habib Ayrout (arabisch شارل حبيب عيروط; geb. 1905 in Kairo, Ägypten; gest. 1965 ebenda) war ein in Kairo praktizierender Architekt und gilt als einer der „Pioniere“ der Stadt sowie als Architekt der Belle Époque und des Art déco (1920–1940), der mit seinen Gebäuden und Villen ein Wahrzeichen der Stadt setzte. Er war einer der aktivsten Bauherren im Stadtteil Heliopolis. 1932 fasste er seinen Ansatz wie folgt zusammen: „Die Prinzipien der modernen Architektur, aber nicht der Avantgarde-Architektur nach Heliopolis bringen“.

## Familie
Sein Vater, Habib Ayrout, war ein syro-libanesischer ägyptischer Architekt und Bauunternehmer, der in Kairo praktizierte. Nach seiner Ausbildung zum Ingenieur-Architekten in Paris war Habib Ayrout an der Planung und dem Bau von Heliopolis beteiligt.
Charles Ayrout hatte zwei Brüder, den Jesuitenpater Henry Habib Ayrout und Max Ayrout, der ebenfalls als Architekt in Kairo tätig war.

## Stil
Ayrout war Teil einer Bewegung französisch ausgebildeter syrisch-libanesischer ägyptischer Architekten, die stark vom französischen „modernen Klassizismus“ von Michel Poux-Spitz und Pol Abraham beeinflusst waren. Zu dieser Bewegung gehörten auch Antonine Selim Nahas und Raymond Antonious. Er legte jedoch Wert darauf, die Prinzipien der modernistischen Architektur zu lernen und sie in Ägypten wieder anzuwenden, anstatt sie zu kopieren.

### Zu den Werken in Kairo gehören
(Quelle: )
- Gebäude, 26. Juli/Hassan Sabri, Zamalek
- Mansour-Straße 25, Bab al-Louk
- Ayrout-Gebäude, Cherif Pasha Straße
- Gebäude Shawarby Straße
- Ayrout-Villa, Zamalek
- Mosseri-Gebäude (jetzt Mofti) in der Shagaret Al Durr Street, Zamalek
- Bishara-Gebäude, Nile Avenue
- Halim-Doss-Gebäude, Midan Shafakhana
- Ibrahimieh Sekundarschule, Garden City
- Kahil-Gebäude, Kantaret al-Dikka
- Gebäude Gamal el Dine Abou El Mahassen, Garden City (1951)
- Villa Valadji, Heliopolis